# Kriegsministerium im Kaiserreich China
Das Kriegsministerium (chinesisch 兵部, Pinyin Bīngbù), auch Verteidigungsministerium genannt, war eines der sechs Ministerien des kaiserlichen China.

## Geschichte und Organisation
Das Kriegsministerium existierte von der Tang-Dynastie bis zum Sturz der Monarchie 1911. In der Ming-Dynastie oblag ihm die Kontrolle über Ernennungen, Beförderungen und Herabstufungen von Offizieren sowie die Instandhaltung militärischer Einrichtungen und Waffen.
Das Ministerium beaufsichtigte zudem das kaiserlich chinesische Postsystem. Dieses war hierarchisch gegliedert. An der Spitze standen Postmeister und Meister von Relaisstationen, in denen den Kurieren Unterkunft und Verpflegung auf Staatskosten gewährt, die Pferde gepflegt oder ausgewechselt und Boote an Wasserstationen instand gehalten wurden. Die Entlöhnung der Meister hing von der Bedeutung ihrer Station ab. Ihre Bezahlung erfolgte zunächst in monatlichen Naturalien, später in Silberwährung in Höhe von jährlich 15 bis 22 Taels. Trotz dieser relativ hohen Bezahlung wurde die Leitung von Relaisstationen in der Ming-Dynastie niemals angestrebt, hauptsächlich wegen des damit verbundenen Überfallrisikos. Poststationen waren kleiner und diplomatisch weniger bedeutend als Relaisstationen, ihre Leiter hatten keine Überfälle zu befürchten. 
Untergeordnete Mitarbeiter wie Köche, Stallburschen und Wirte entstammten der Entourage des zuständigen Meisters. In jeder Poststation waren vier bis zehn Mitarbeiter beschäftigt. Dies waren meist Bauernsöhne aus der Umgebung, die die eintreffende Post zu Fuß zu verteilen hatten und als einzige Voraussetzung von guter Gesundheit sein mussten, bei einer Bezahlung von jährlich vier bis sieben Taels. In weit abgelegenen Poststationen wurden untergeordnete Positionen von begnadigten Insassen von Todeszellen übernommen.